# Pīr Bakrān
Pīr Bakrān (persiska: پیر بکران) är en ort i Iran.   Den ligger i provinsen Esfahan, i den centrala delen av landet, 400 km söder om huvudstaden Teheran. Pīr Bakrān ligger 1 630 meter över havet och antalet invånare är 10 851.
Terrängen runt Pīr Bakrān är varierad.Runt Pīr Bakrān är det tätbefolkat, med 427 invånare per kvadratkilometer. Närmaste större samhälle är Kelīshād va Sūdarjān, 9,6 km norr om Pīr Bakrān. Omgivningarna runt Pīr Bakrān är i huvudsak ett öppet busklandskap.